# Queue préhensile

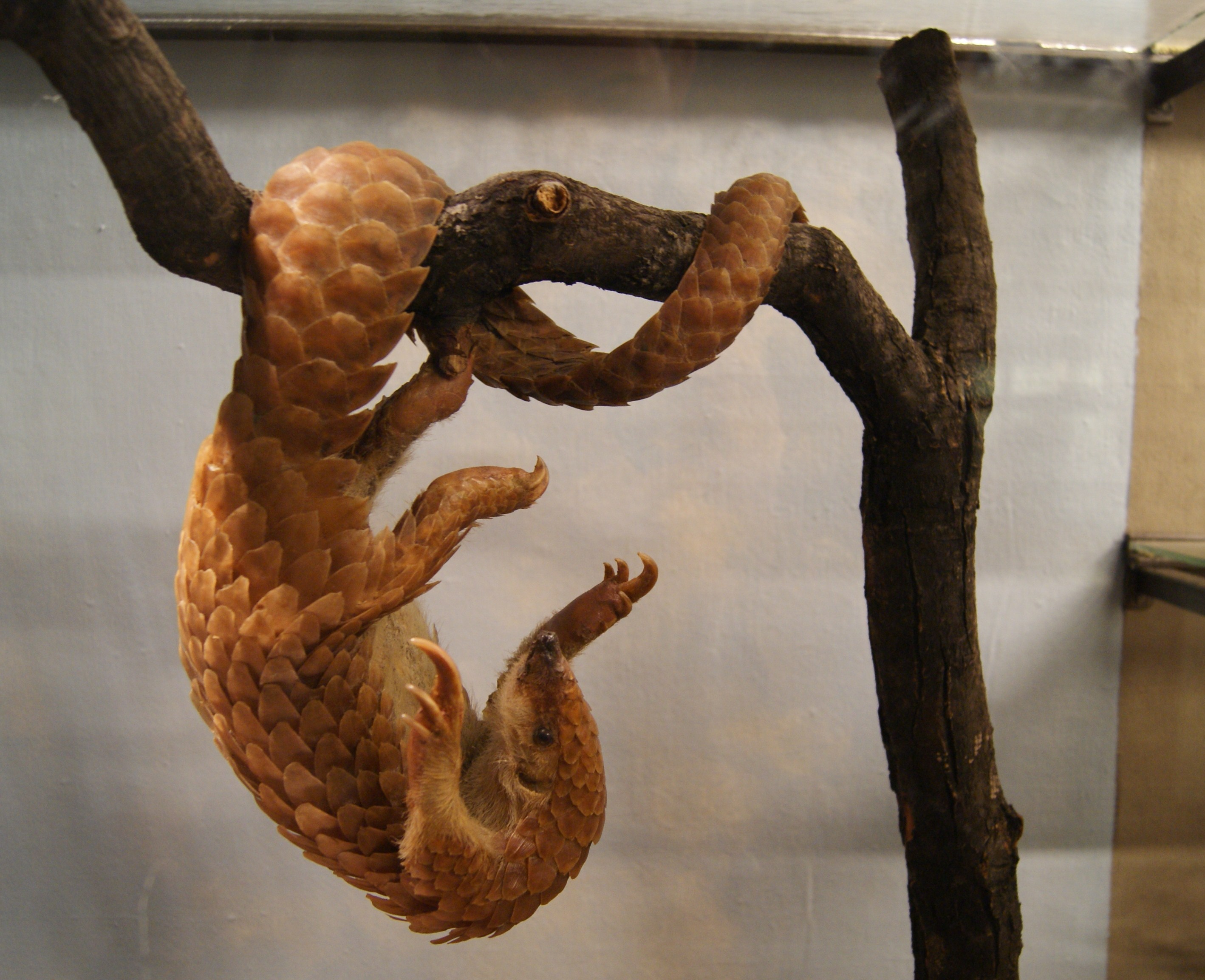
Un pangolin (ici un Manis tricuspis naturalisé) suspendu par sa queue préhensile.

Une queue préhensile est une queue d'animal capable de préhension, c'est-à-dire capable de s'enrouler sur un support et de s'y maintenir solidement grâce à des muscles comme par une sorte de « cinquième main ». Les animaux qui en sont pourvus sont tous des vertébrés.

## Utilisation
Certains animaux peuvent se suspendre au moyen de leur queue, tandis que d'autres s'en servent seulement comme appui supplémentaire quand ils grimpent. Ce sont généralement des animaux arboricoles qui en sont dotés, mais les Cercopithèques (Cercopithecus), par exemple n'ont pas de queue préhensile bien qu'ils évoluent dans les arbres, probablement parce qu'elle leur sert plus utilement de balancier. Le Hurleur (Alouatta sp.) est en revanche un singe qui utilise peu sa queue dans les déplacements, mais se sert volontiers de ses facultés préhensiles quand il se nourrit.

Exemples d'utilisation chez les singes
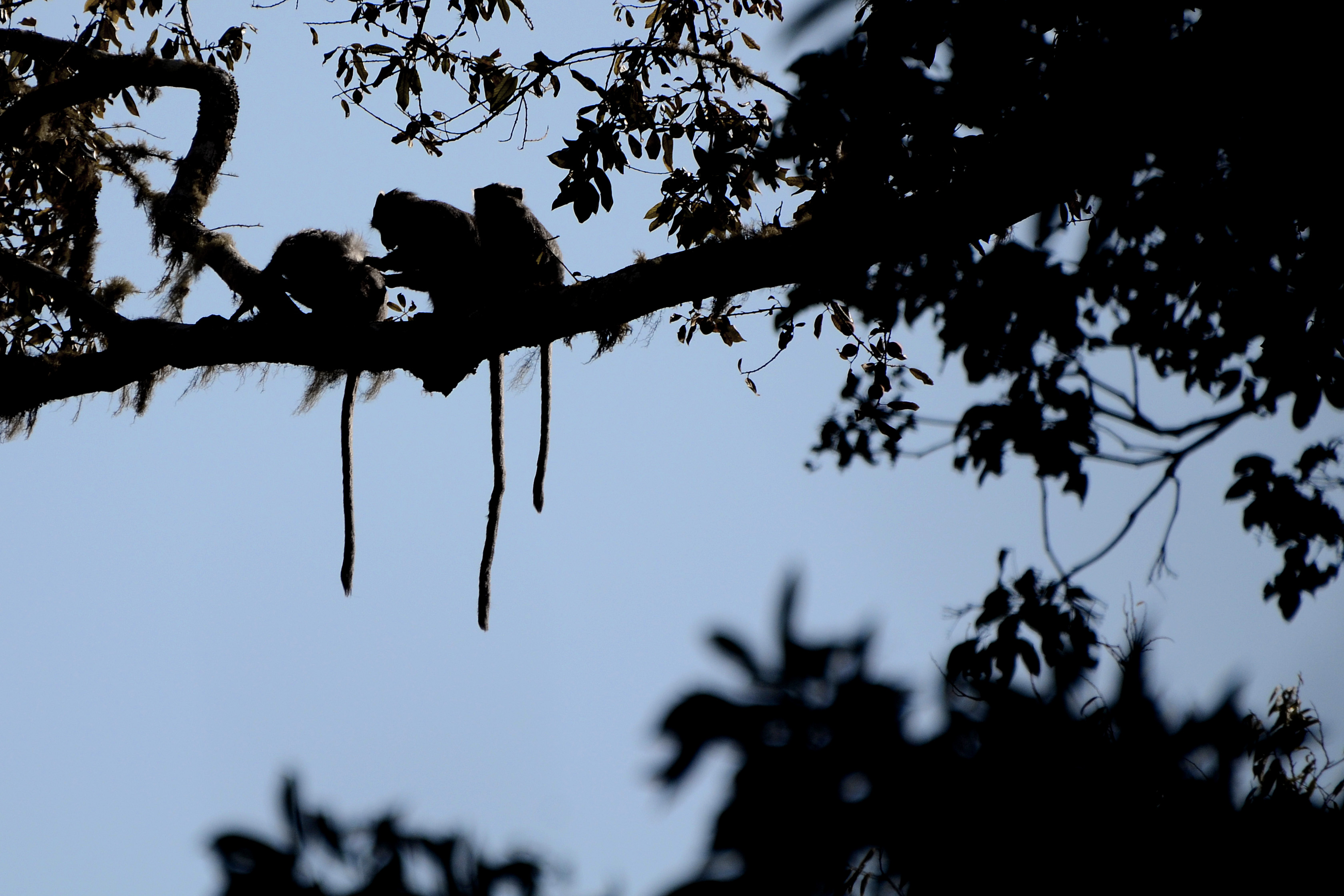
Les cercopithèques n'utilisent pas leur queue pour s'accrocher dans les arbres, mais comme stabilisateur.
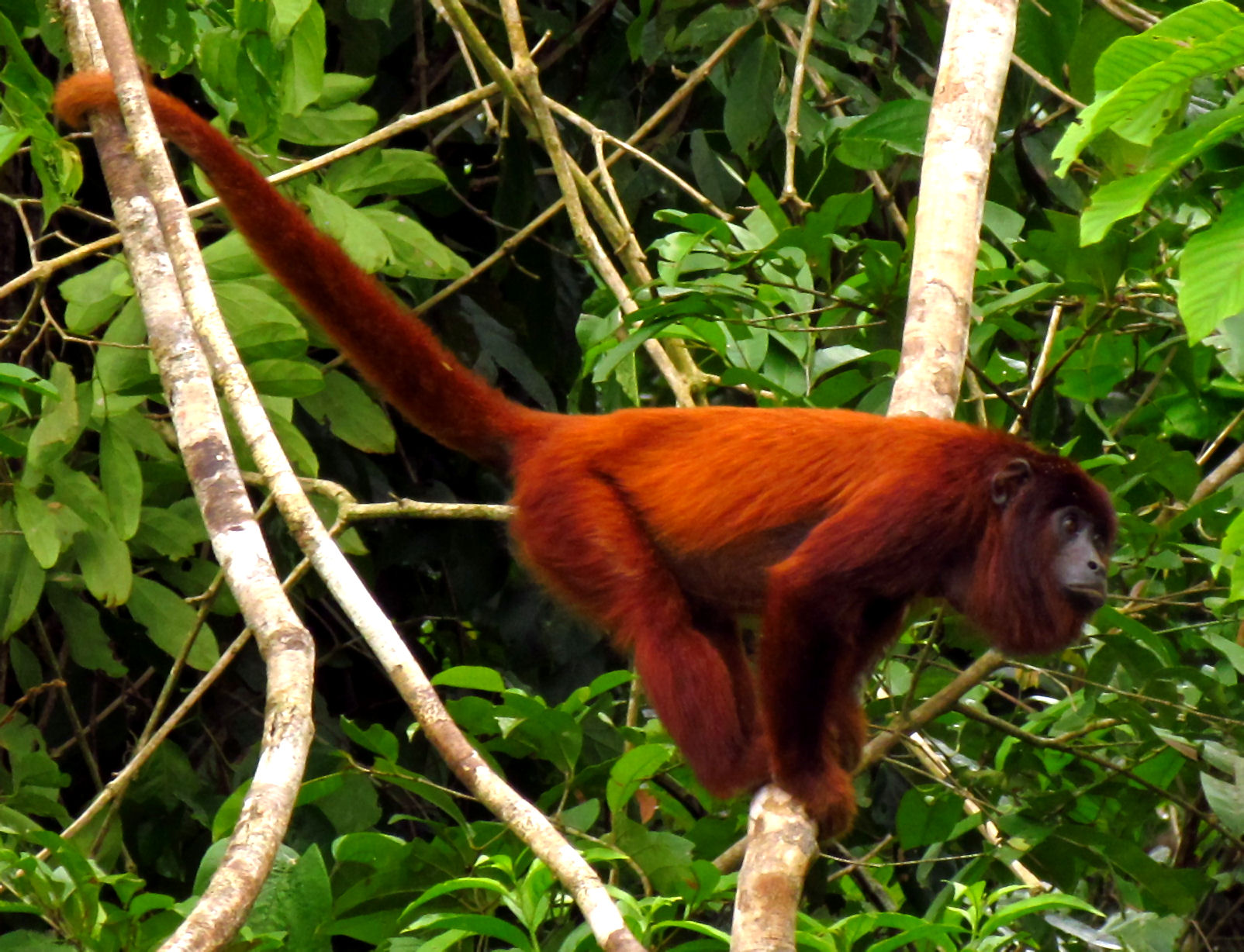
Hurleur roux utilisant sa queue préhensile comme un cinquième membre pour se déplacer.
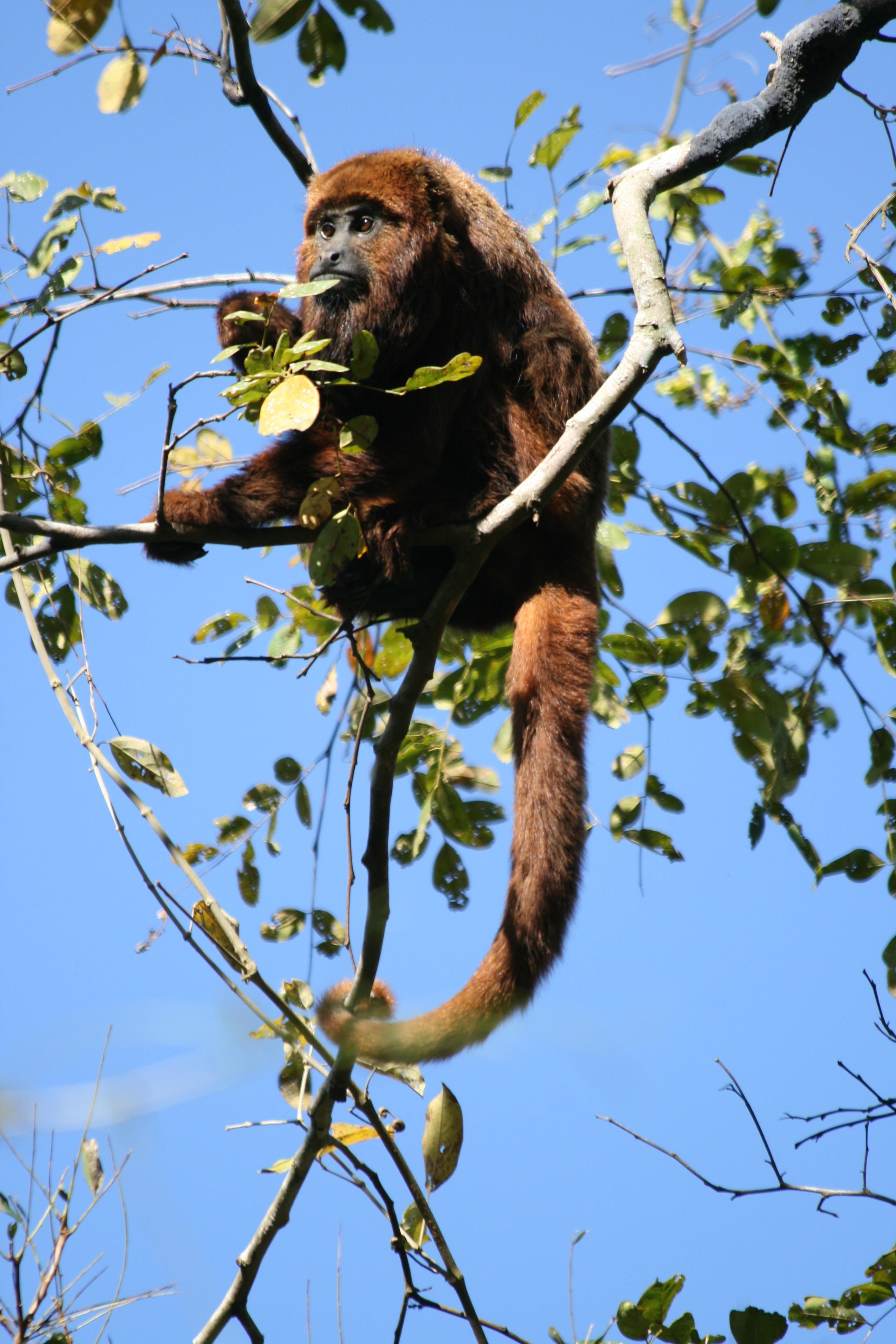
Hurleur brun utilisant sa queue préhensile comme un cinquième membre pour se caler en mangeant.
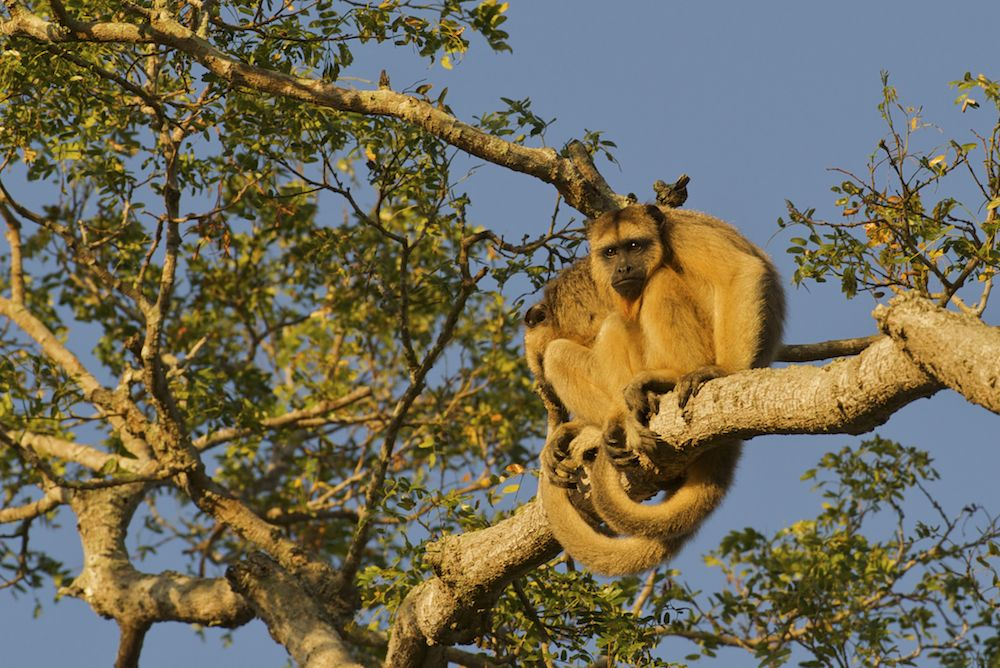
Singes hurleurs noirs, assis sur une branche, queue préhensile enroulée.
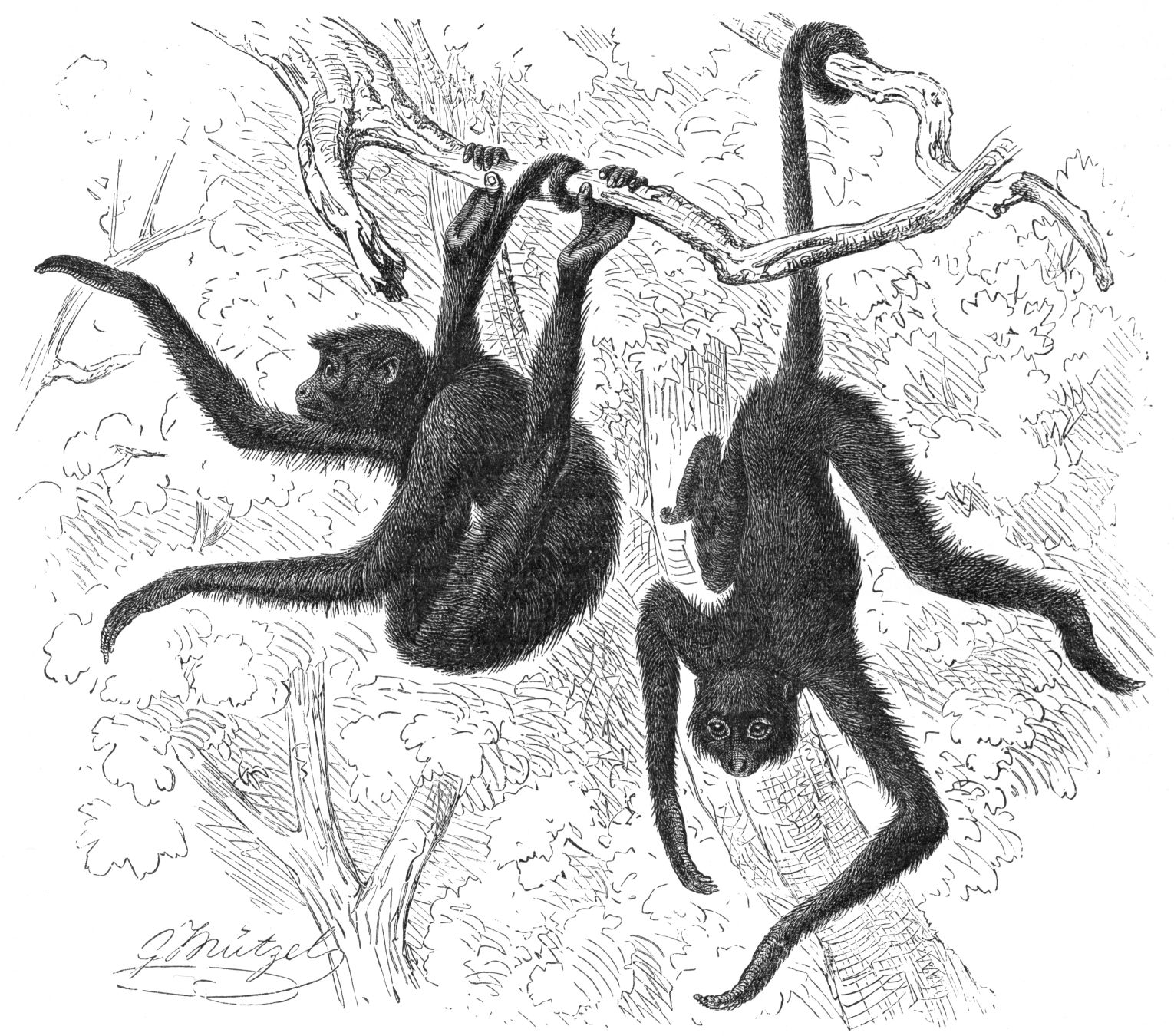
Des atèles suspendues par leur queue préhensile.

Certains animaux comme le Bettong du nord (Bettongia tropica), un petit marsupial, utilisent leur queue afin de transporter des matériaux pour faire leur nid. D'autres s'en servent pour s'accrocher plus fermement à leur partenaire durant l'accouplement, comme l'Hippocampe grêle (Hippocampus denise).
La queue préhensile peut enfin être aussi une zone de transpiration sur sa surface interne, la surface de peau en contact avec l'environnement. Certains singes d'Amérique du Sud à queue réellement préhensile font partie des rares singes dont les glandes sudoripares eccrines sont également présentes dans les parties velues.

## Quelques animaux à queue préhensile
- des poissons :
  - des hippocampes
- des reptiles :
  - des serpents
  - les caméléons
  - certains geckos
- des mammifères :
  - les singes du Nouveau Monde, singes d'Amérique qui forment les Platyrrhini
  - les pangolins
  - des fourmiliers comme les tamanduas ou le Myrmidon
  - les sarigues
  - de rares Carnivores comme le potos ou le binturong[4]
  - des rongeurs comme les porcs-épics préhensiles, etc.

Quelques animaux à queue préhensile
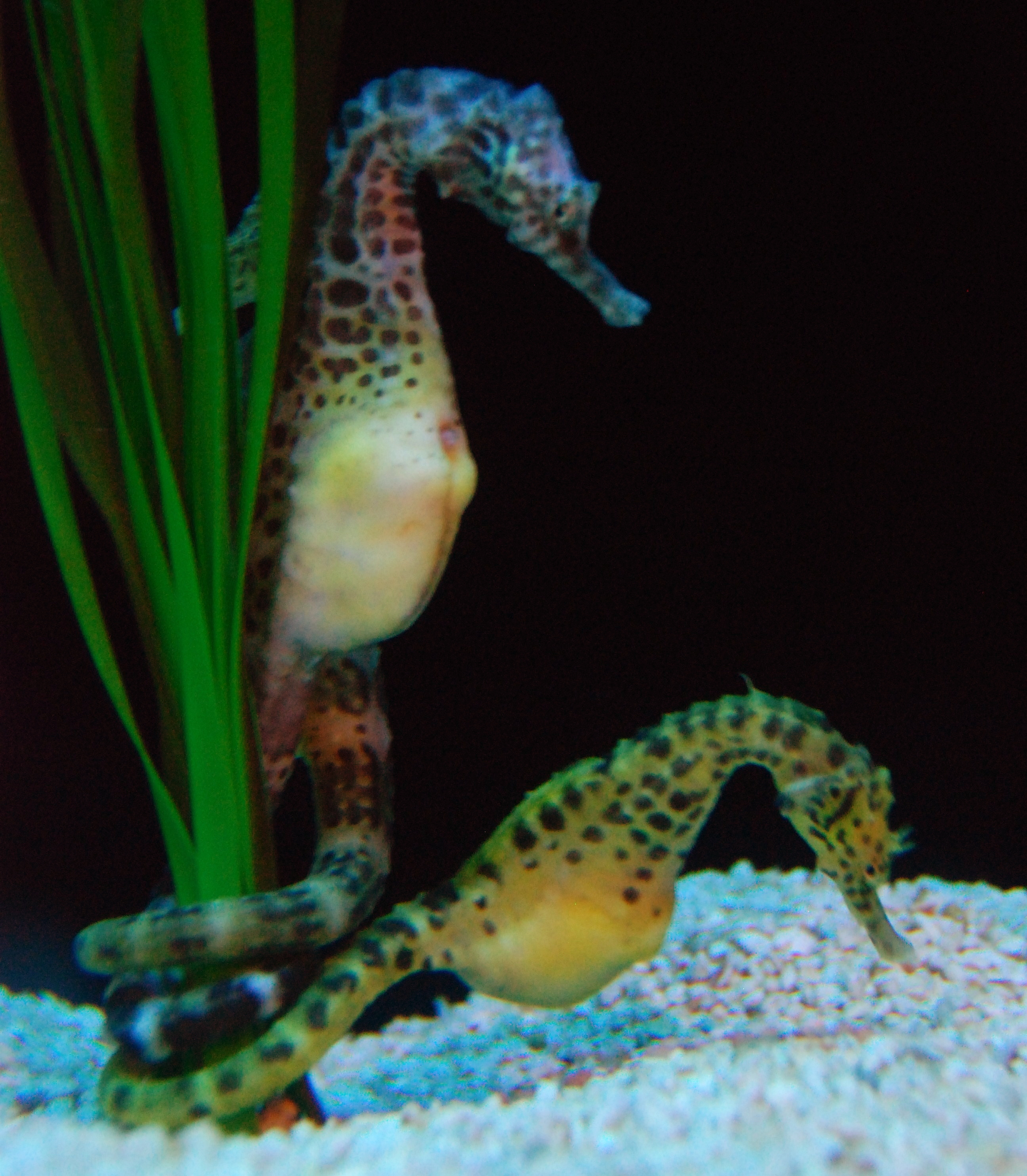
Hippocampes maintenus par la queue.
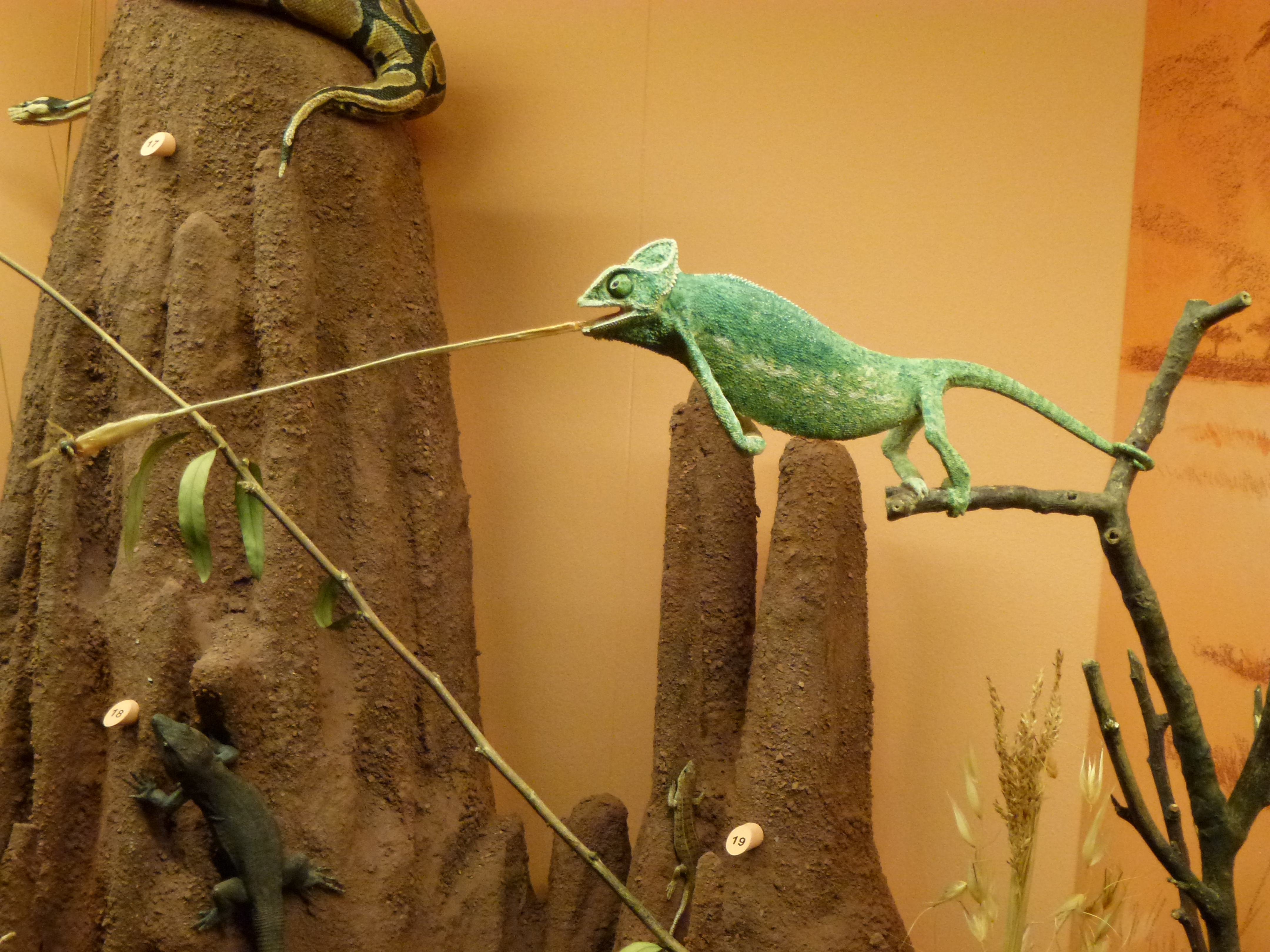
Un caméléon.
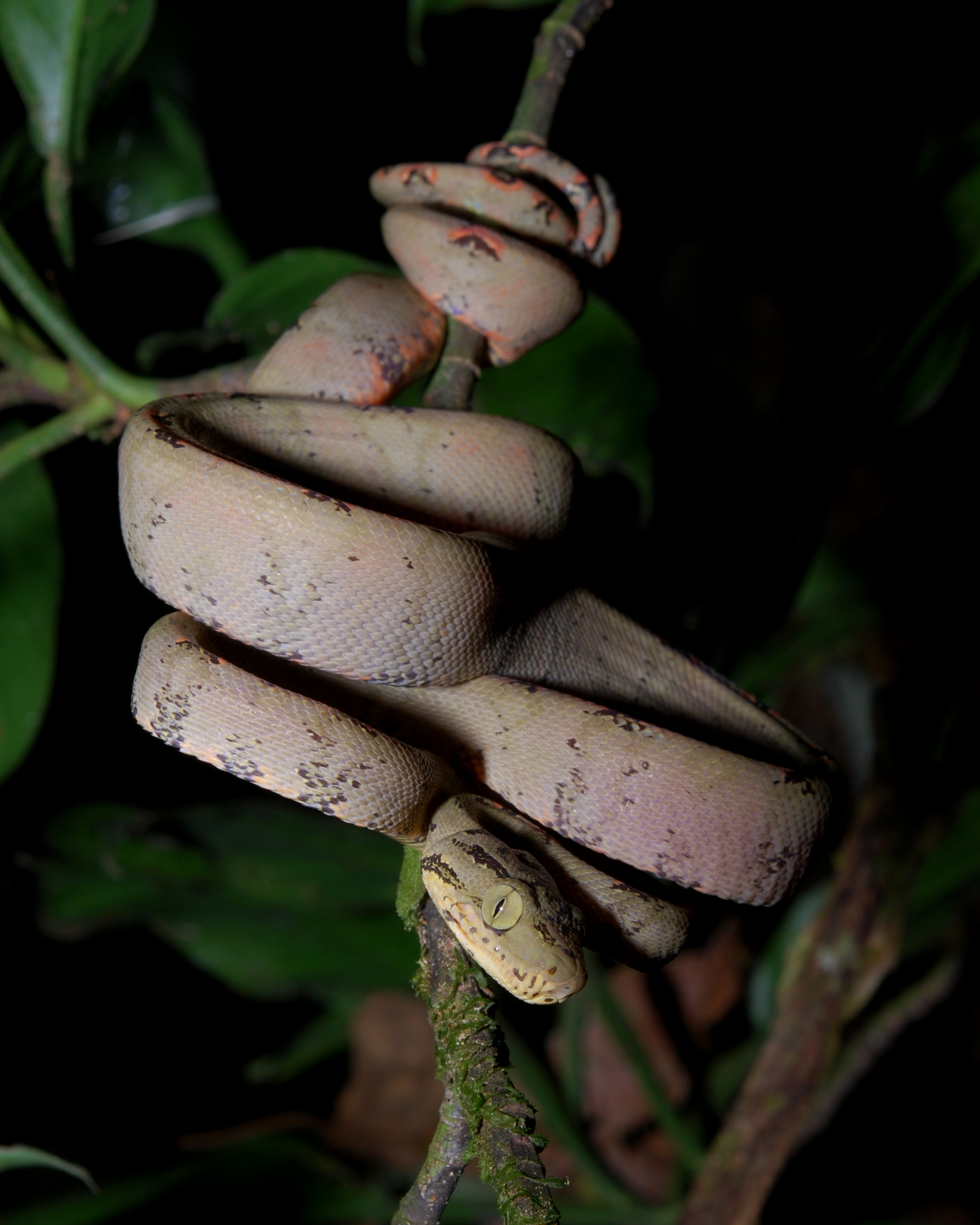
Un serpent.
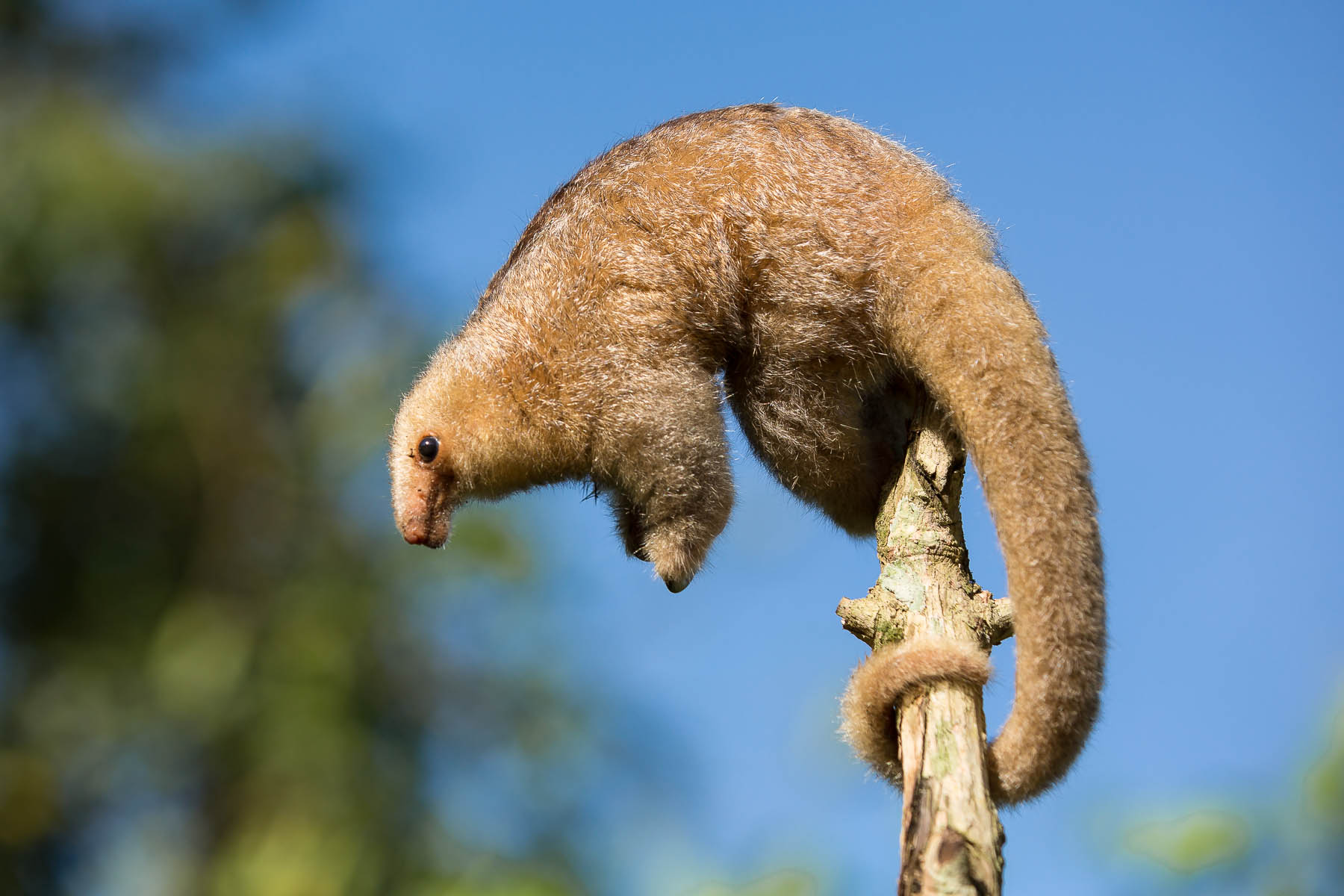
Myrmidon dressé.
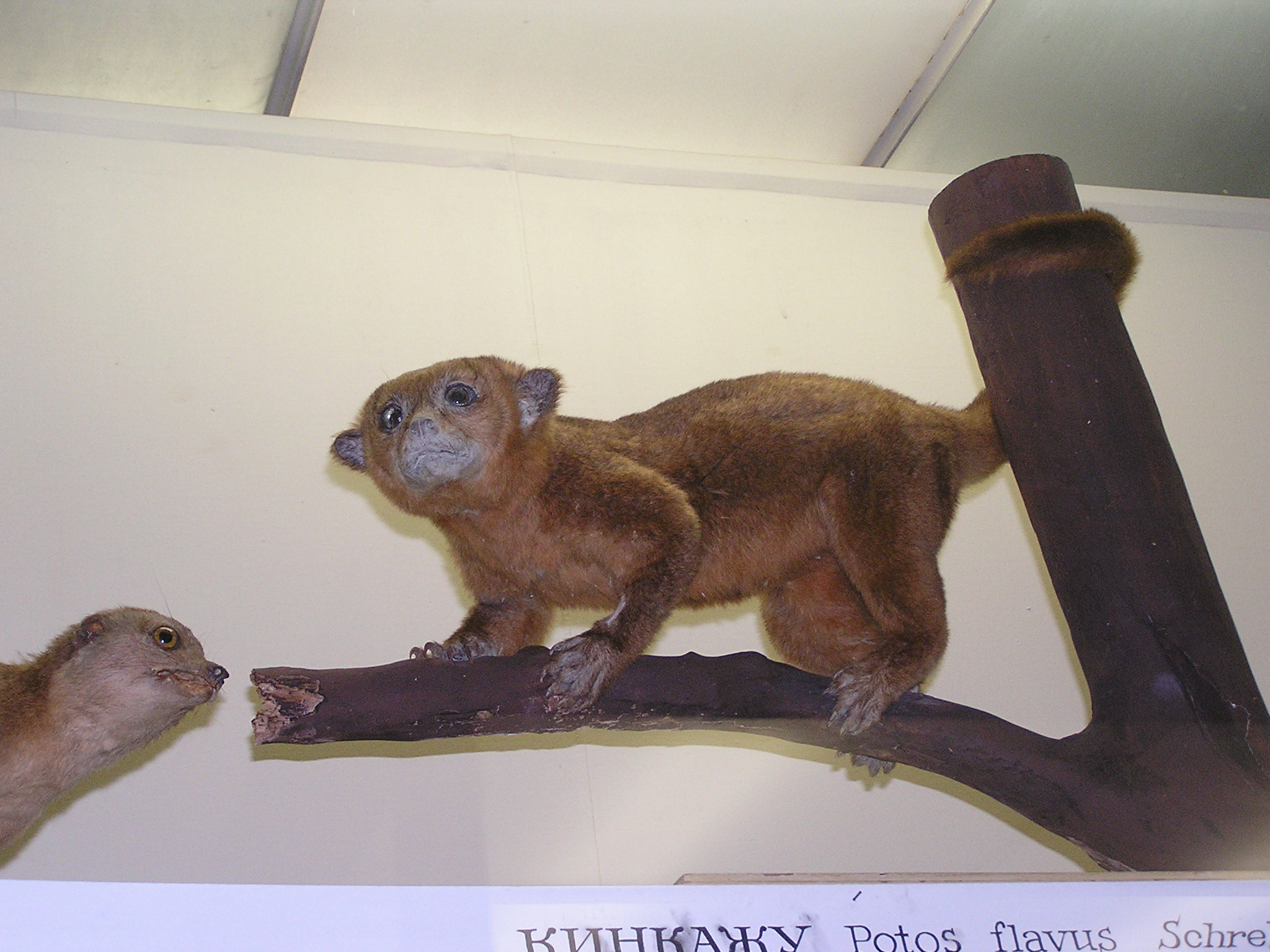
le Potos est un Carnivore à queue préhensile.
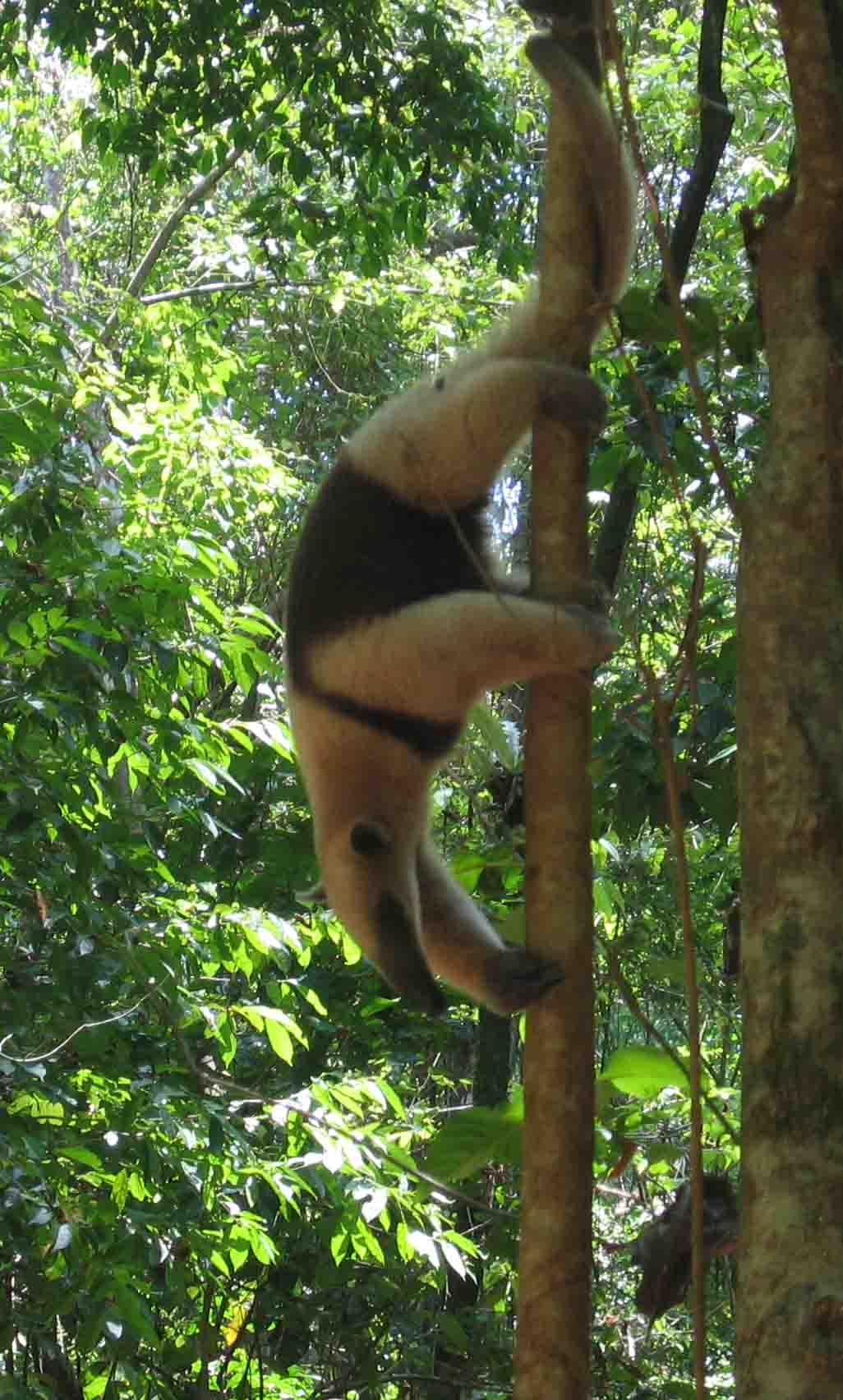
Tamandua accroché la tête en bas.
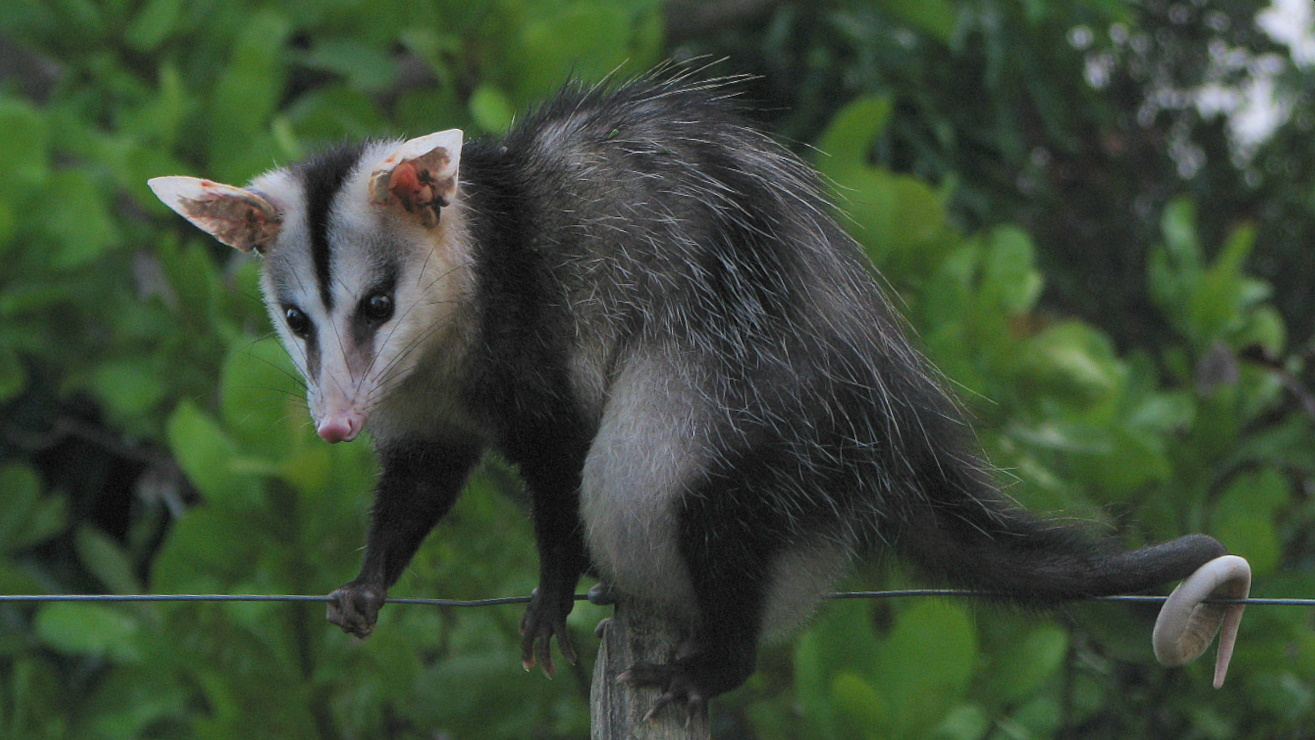
Opossum à oreilles blanches se maintenant sur un fil de fer.

## Dans la fiction
- Le marsupilami est un animal fictif de bande dessinée imaginé par André Franquin en 1952 et doté d'une queue préhensile pouvant atteindre 8 m de long.
- Ouip-Ouip est un petit animal imaginaire et malicieux, à l'apparence d'un petit chien à la longue queue agile, dans la série de bande dessinée Onkr, l'abominable homme des glaces.
- Bwéé, personnage qui tient du caméléon, est l'un des monstres de Champignac dans Alerte aux Zorkons, une histoire de la série Spirou et Fantasio
- Terror Inc., Thornn, les Acolytes, Nocturne ou encore Dark Riders sont des personnages de fiction créés par Marvel Comics, des héros mutants qui peuvent être dotés d'une queue d'animal préhensile.
- Les saiyans peuvent avoir une queue dans le manga Dragon Ball.
- Dans les comics Marvel et principalement les X-Men, Diablo est un semi-démon doté d'une queue préhensile.
- Dans le film Ninja Turtles de 2014, Splinter peut attraper des objets ou des personnes avec sa queue de rat.